# 빅토르 산체스 마타
빅토르 산체스 마타(Víctor Sánchez Mata, 1987년 9월 8일, 바르셀로나 태어남)는 스페인의 축구 선수로, 현재 세군다 디비시온의 지로나에서 미드필더/센터백로 활약하고 있다.